# Туомас Кійскінен
Туомас Кійскінен (фін. Tuomas Kiiskinen; 7 жовтня 1986, м. Куопіо, Фінляндія) — фінський хокеїст, правий нападник. Виступає за Векше Лейкерс у Шведській хокейній лізі. 
Вихованець хокейної школи КалПа (Куопіо). Виступав за КалПа (Куопіо), «Донбас» (Донецьк).
В чемпіонатах Фінляндії провів 345 матчів (78+156), у плей-оф — 26 матчів (8+6). 
У складі національної збірної Фінляндії учасник чемпіонату світу 2012 (5 матчів, 0+2).

## Досягнення
- Бронзовий призер чемпіонату Фінляндії (2009)
- Володар Континентального кубка (2013).